# Marc Hogervorst
Marc Hogervorst (Haarlemmermeer, 7 juli 1980) is een Nederlandse profvoetballer. Hij speelde als keeper bij FC Omniworld. In 2009 zei hij vaarwel aan het profvoetbal en na twee jaar bij VVSB maakte hij een einde aan zijn carrière.

## Clubstatistieken
| seizoen | club         | land      | competitie     | duels | goals |
| ------- | ------------ | --------- | -------------- | ----- | ----- |
| 2001/02 | FC Dordrecht | Nederland | Eerste divisie | 0     | 0     |
| 2002/03 | FC Dordrecht | Nederland | Eerste divisie | 4     | 0     |
| 2003/04 | FC Dordrecht | Nederland | Eerste divisie | 0     | 0     |
| 2006/07 | FC Omniworld | Nederland | Eerste divisie | 15    | 0     |
| 2007/08 | FC Omniworld | Nederland | Eerste divisie | 2     | 0     |
| 2008/09 | FC Omniworld | Nederland | Eerste divisie | 2     | 0     |